# Julia Kassen
Julia Kassen (* 17. Mai 2002 in Georgsmarienhütte) ist eine deutsche Fußballspielerin.

## Karriere

### Vereine
Julia Kassen spielte Juniorenstationen beim TuS Glane und beim SV Meppen, ehe sie 2018 zum VfL Wolfsburg wechselte. Für die zweite Mannschaft der Wölfe spielte Kassen mehrere Jahre in der zweiten Bundesliga. Sie stand als dritte Torhüterin auch im Kader der Profis, kam jedoch nicht zum Einsatz. Kassen wechselte zur Saison 2023/24 zum SC Freiburg. Für den SCF debütierte sie in der 2. Runde des DFB-Pokals beim SC Sand. In der Bundesliga folgte das Debüt am 1. Spieltag, einem 2:2 gegen den FC Bayern München.
Kassen wurde 2022, rückwirkend für 2021, mit der Fritz-Walter-Medaille in Silber (U19) ausgezeichnet.
Im Sommer 2025 wechselte sie zum FC Carl Zeiss Jena.

### Nationalmannschaft
Kassen durchlief ab der U15 sämtliche Juniorenmannschaften des DFB. Bei der U20-WM 2022 in Costa Rica spielte sie alle drei Vorrundenpartien als Stammtorhüterin.
Sie stand im erweiterten Kader der A-Nationalmannschaft zur WM 2023 auf Abruf.

## Erfolge
- Deutscher Meister: 2022 (ohne Einsatz)

## Auszeichnungen
- Fritz-Walter-Medaille: 2021 in Silber (U19)